# Артур и война двух миров
«Артур и война двух миров» (фр. Arthur et la guerre des deux mondes) — французский фильм режиссёра Люка Бессона, основанный на его одноимённой книге, последняя часть в трилогии об Артуре. Картина сочетает в себе анимацию и живую игру актёров. В главных ролях Фредди Хаймор, Миа Фэрроу, Рон Кроуфорд и другие. Фильм вышел в мировой прокат 10 октября 2010 года.

## Сюжет
Урдалак, увеличившийся до человеческого роста (тем не менее, он гораздо выше обычных людей, как это было и в мире минипутов), разбирается с особенностями этого мира и разрабатывает план действий. К дедушке приезжают полицейские, и он говорит, что вызвал их по просьбе папы Артура. Тот, пытаясь отыскать сына, встретил в лесу Урдалака и посчитал, что увидел дьявола. Полицейские не воспринимают это заявление всерьёз и уезжают, однако по дороге они чуть не врезаются в самого Урдалака, который вышел на эту дорогу и по незнанию встал у них на пути.
Полицейские прибывают в участок и рассказывают коллегам о случившемся, после чего немедленно снаряжают подразделение для поимки «дьявола». Урдалак к тому времени уже успевает добраться до города самостоятельно и посредством запугивания заставляет пластического хирурга «загримировать» его под обычного человека. В таком виде он идёт к дому дедушки, где хранится эликсир, позволяющий увеличить минипутов до человеческих размеров. Ему нужен этот эликсир потому, что он планирует завоевать мир людей при поддержке своих солдат.
Тем временем Артур, Селения и Барахлюш, понимая, что им срочно нужно остановить Урдалака, пока он не натворил бед, отправляются к дедушке за тем же самым эликсиром и неожиданно выясняют, что сын Урдалака Мракос, считавшийся погибшим при затоплении Некрополиса, остался в живых. Им удаётся оторваться от него и спокойно продолжить путь. Урдалак добирается до дома дедушки и некоторое время пытается ввести всю их семью в заблуждение насчёт своей личности, пока его маскировка не раскрывается. Бонго-матассалаи, прятавшиеся в доме до сей поры, тут же атакуют Урдалака, однако он, будучи практически неуязвимым живым мертвецом, с лёгкостью одерживает верх и забирает эликсир, когда Артур, Селения и Барахлюш почти достигают цели. Поняв, что нужно искать другой способ, друзья попутно освобождают попавшего в ловушку Мракоса. Мракос, восхитившись таким благородством (во время потопа в Некрополисе собственный отец бросил его умирать), решает встать на их сторону и пытается пойти за ними, но терпит неудачу и остаётся в доме. Между тем Урдалак увеличивает своих солдат и отправляется обратно в город.
После ухода Урдалака папа вызывает пожарных, чтобы они опрыскали улей диких пчёл пестицидами и убрали риск, что Артур, у которого аллергия на пчелиные укусы, будет ужален. Однако именно в этом улье можно создать эликсир, необходимый Артуру, который уже прилетел сюда на пчеле вместе с Селенией и Барахлюшем. Ему и остальным, включая пчёл, удаётся успешно тянуть время до того момента, пока пожарных не отзывают в город в связи с неожиданным нападением гигантских странных созданий. Артур с помощью пчелиной королевы, согласившейся сделать эликсир, становится самим собой и отправляется домой. В городе солдаты Урдалака устраивают хаос и приводят в ужас как жителей, так и спецслужбы. Папа получает обратно из ремонта свою машину, разбитую ранее, и, пока он выписывает чек механику, Артур забирает её, чтобы поехать сражаться с Урдалаком. Папа, обрадовавшись, что его сын вернулся в целости и сохранности, бежит за ним следом, забыв отдать механику чек. В это время дедушка встречается с Мракосом, и он убеждает дедушку довериться ему, так как он на самом деле никогда не разделял по-настоящему взгляды Урдалака. Дедушка использует на нём запасной увеличивающий эликсир, и Мракос уезжает вместе с ним. Селения и Барахлюш верхом на пчеле прилетают в дедушкин кабинет и просят пчелу взять немного уменьшающего эликсира, после чего тоже летят в город.
В городе Артур, дедушка и Мракос по очереди пытаются одолеть Урдалака и его солдат, но терпят неудачу и все вместе попадают в плен. Урдалак решает немедленно казнить их, однако в этот момент Селения и Барахлюш верхом на пчеле вводят в тело Урдалака уменьшающий эликсир, а в город прибывают танк и несколько бронеавтомобилей американской армии. За несколько минут они практически полностью уничтожают солдат Урдалака. Мракос также сражается с солдатами отца и, когда американские военные одерживают верх, прячется в одном из магазинов. Там его находит Артур и советует на время затаиться здесь, спрятав его странную для мира людей внешность под плащом, маской и шлемом. Тем не менее, один из журналистов случайно заходит сюда и берёт у Мракоса краткое интервью насчёт «дьявола», который, по словам очевидцев, стоял на центральной площади и вдруг стал уменьшаться, пока не исчез. Артур встречается с папой, и папа просит у него прощения за то, что был груб с ним, не слушал его и не обращал на него должного внимания. Он мирится и с дедушкой, который рад, что всё снова хорошо. Тем не менее, папа замечает, что Артур врезался на его машине в витрину, и, не сумев сдержаться, громко сетует на перспективу нового дорогого ремонта. Селения и Барахлюш, видя воссоединение семьи Артура, вслух прощаются с ним, хоть он их и не слышит, и отправляются домой к своей семье.
В доме дедушки вновь собираются гости: Артур, родители, сам дедушка, бабушка, бонго-матассалаи и два полицейских (они приезжали по вызову папы в начале фильма). Мама хочет самостоятельно порезать бабушкин шоколадный пирог, и, хотя папа боится за неё с её неуклюжестью, бабушка и Артур успокаивают его, говоря, что она не так беспомощна и неуклюжа, как кажется. Бабушка отлучается и относит крохотный кусочек пирога Урдалаку, которого они заперли под стаканом на блюдце. Она напоминает, что обещала ему (когда он пришёл к ним за эликсиром и выдвигал свои требования) приносить каждое воскресенье шоколадный пирог, и кладёт кусочек с внешней стороны стакана. Урдалак, вначале обрадовавшись, вспоминает, что он внутри, и недовольно вздыхает.
Во время титров показывается, что Мракос и ещё три солдата играют на музыкальных инструментах что-то похожее на рок-н-ролл. Вероятно, подразумевается, что он просто ждёт, когда его тоже уменьшат, и он вернётся в мир минипутов.

## В ролях
| Персонаж                  | Роль/озвучивание                           | Дублирование в английской версии |                  |
| ------------------------- | ------------------------------------------ | -------------------------------- | ---------------- |
| Артур                     | Фредди Хаймор                              | Фредди Хаймор                    |                  |
| Урдалак                   | Жерар Дармон                               | Лу Рид                           |                  |
| принцесса Селения         | Милен Фармер                               | Селена Гомес                     |                  |
| принц Барахлюш            | Джимми Фаллон                              | Джимми Фэллон                    |                  |
| Дейзи, бабушка Артура     | Миа Фэрроу (озвучивание Фредерик Тирмон)   | Миа Фэрроу                       |                  |
| Арчибальд, дедушка Артура | Рон Кроуфорд (озвучивание Мишель Дюшоссуа) | Рон Кроуфорд                     |                  |
| Мракос                    | Марк Лавуан                                | Игги Поп                         |                  |
| Арман, папа Артура        | Роберт Стэнтон (озвучивание Жан-Поль Рув)  | Роберт Стэнтон                   |                  |
| Роза, мама Артура         | Пенни Бальфур (озвучивание Фредерик Бель)  | Пенни Бальфур                    |                  |
| король минипутов          | Жак Франц                                  |                                  |                  |
| вождь Бонго Матасалаи     | Жан Бежот Нжамба                           | Жан Бежот Нжамба                 | Жан Бежот Нжамба |
| доктор Шов                | Стив Рутман                                | Стив Рутман                      |                  |
| Саймон                    | Дэшил Ивис                                 | Дэшил Ивис                       |                  |
| капитан Беллери           | Стивен Шагов                               | Стивен Шагов                     |                  |
| механик                   | Дэвид Гасман                               | Дэвид Гасман                     |                  |
| Джордж Лукас              | Купер Дэниелс                              | Купер Дэниелс                    |                  |
| мэр города                | Норман Стокл                               | Норман Стокл                     |                  |

Второй и третий фильмы из трилогии снимались одновременно. Это было сделано для того, чтобы в перерыве между съёмками Фредди Хаймор, играющий главную роль, не успел подрасти.

## Критика
Фильм «Артур и война двух миров» получил в основном негативные отзывы кинокритиков. На сайте Rotten Tomatoes рейтинг составляет 20 %, основываясь на 5 рецензиях со средним баллом 4,8 из 10.

## Спин-офф
В мае 2022 года, с выходом тизер-трейлера, стало известно о работе над фильмом «Проклятие Артура», который является спин-оффом трилогии Люка Бессона об Артуре и минипутах. Съёмки фильма под руководством режиссёра Бартелеми Гроссманна тайно проходили в Нормандии летом 2020 года. Люк Бессон написал к ленте сценарий и выступил продюсером. По сравнению с трилогией, фильмы которой были нацелены на семейную аудиторию, спин-офф представляет собой хоррор-фильм. Мировая премьера картины запланирована на 29 июня 2022 года.